# Ergo
Az Ergo M. Tóth Géza 2008-ban bemutatott animációs rövidfilmje. A háromdimenziós számítógépes grafikával készült film számos hazai és nemzetközi fesztiválon szerepelt sikerrel, többek között versenyfilmként indult a cannes-i fesztivál Kritikusok Hete programjában.

## Cselekmény
A film a bennünk élő zenéről, egy találkozásról, a gyerekkor elhagyásáról, a szabadság egyhangúságáról és az egyhangúság szabadságáról szól.

## Stáblista
- Rendező, forgatókönyvíró: M. Tóth Géza
- Kamera: Bogdán Zoltán
- Vágó: Czakó Judit
- Zene: Pacsay Attila
- Sound design: Madácsi Imre
- Animációs munkálatok: KGB Stúdió<
- Animátor: Koós Árpád, Bogdán Zoltán, Klingl Béla, Kozma Gergely
- Gyártásvezető: Kárász Niki

## Díjak
2008

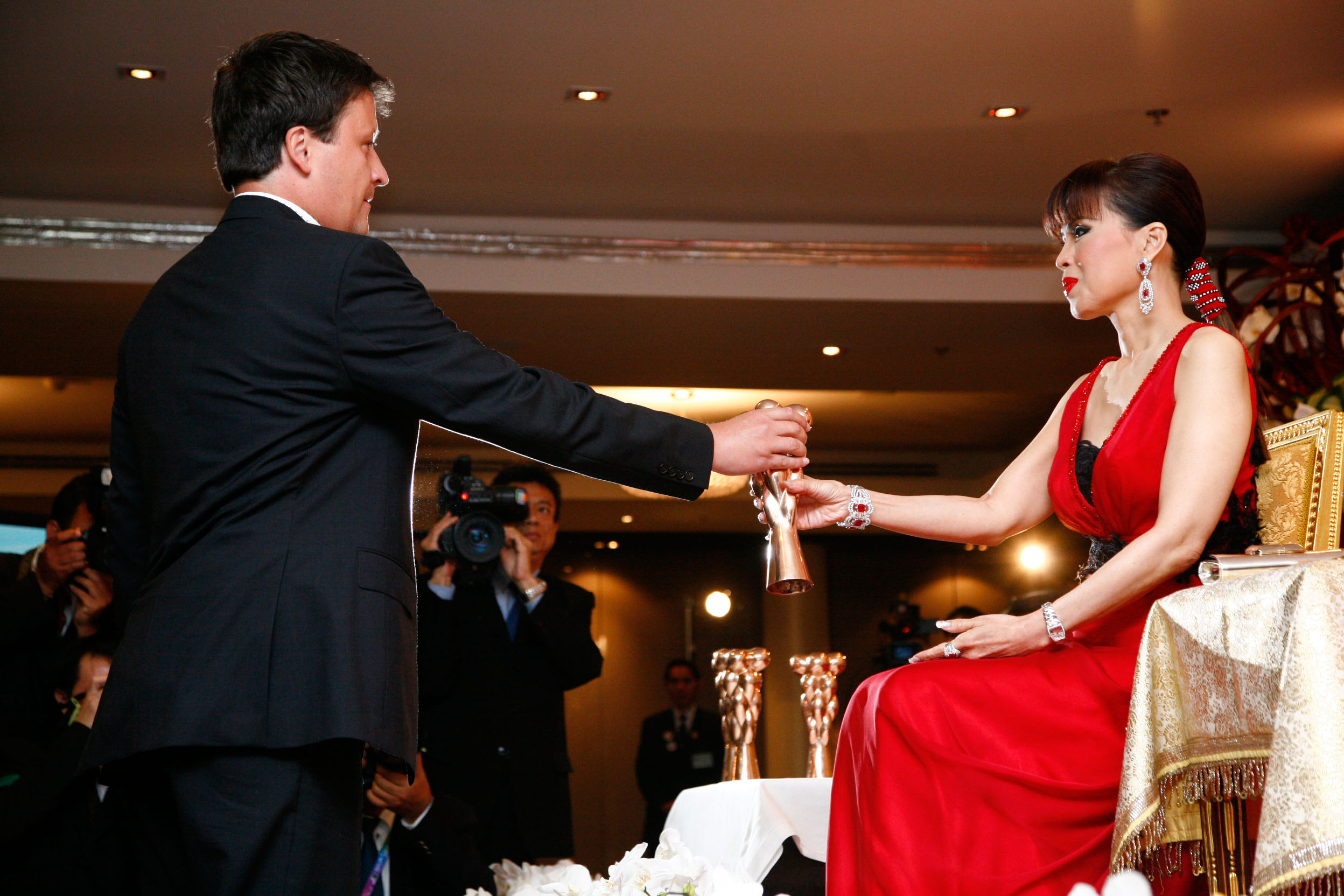
M. Tóth Géza rendezőnek a thai király lánya nyújtja át a fődíjat a Bangkok-i Animációs Filmfesztiválon

- Szarajevói Filmfesztivál – Különdíj
- ANIMANIMA – Különdíj a "Best Sound Design" kategóriában
- FCAN, Animációs Rövidfilmek Fesztiválja, Neufchateau – Fődíj

2009
- KAFF – Kecskeméti Animációs Filmfesztivál – Legjobb zene
- Animation Block Party – Legjobb film
- Ojai Filmfesztivál – Különdíj
- BKKIAF – Bangkok-i Animációs Filmfesztivál – Zsűri fődíja

2010
- BACKUP fesztivál – RED2-díj
- ANIFEST Rozafa Nemzetközi Filmfesztivál – Legjobb hang
- PATRAS Nemzetközi Filmfesztivál – Legjobb animációs film
- Mogilev Animaevka – Legjobb kísérleti film

## Versenyben
2008
- Cannesi-fesztivál, Kritikusok Hete
- Aix en Provance
- Chieti MATITA Filmfesztivál
- Ottawa Nemzetközi Animációs Fesztivál
- ANIMAMUNDI, Rio de Janerio
- ANONIMUL Nemzetközi Filmfesztivál
- Kínai Nemzetközi Rajzfilm Fesztivál (CICDAF)
- Alter-Native Fesztivál
- Valladolid Nemzetközi Filmfesztivál
- Ghent Flanders Nemzetközi Filmfesztivál
- Varsói Nemzetközi Filmfesztivál
- Cinéjeune Fesztivál
- TINDIRINDIS Fesztivál
- ANIMACOR, Córdoba-i Nemzetközi Filmfesztivál
- Gonfreville L'Orcher – du Grain á démoudre fesztivál
- Amiens Nemzetközi Filmfesztivál
- ZINEBI Dokumentum- és Rövidfilm Fesztivál
- Bergeni Nemzetközi Filmfesztivál
- Berlini Collegium Hungaricum nyitófilmje
- DaKINO Nemzetközi Rövidfilm Fesztivál
- Kolozsvár FILMTETTFESZT
- Ankarai "Festival Of European Films on Wheels"
- Xiamen Nemzetközi Animációs Filmfesztivál
- 25. Nemzetközi Rövidfilm Fesztivál, Isztambul
- ETIUDA&ANIMA Krakkói Animációs Rövidfilm Fesztivál
- Római I CASTELLI ANIMATI Fesztivál
- TIFF Tiranai Nemzetközi Filmfesztivál

2009
- 12. Európai Rövidfilm Fesztivál, Bordeaux
- ANIFEST Trebon
- GALICJA Nemzetközi Gyerekfilm Fesztivál
- Müncheni Nemzetközi Rövidfilm Fesztivál
- In the palace fesztivál, Szófia
- SICAF, Szöul
- FEST ANCA, Szlovákia
- Olympia Gyermekek és Fiatalok Nemzetközi Fesztiválja
- TGHFF – Taipei "Golden Horse" Filmfesztivál

2010
- Asolo Art Filmfesztivál
- Sci-Fi-London Fesztivál
- Malesco MalesCorto Fesztivál
- Mogilev Animaevka Fesztivál